# U2
U2 là một ban nhạc rock đến từ Dublin, Ireland được thành lập vào năm 1976. Các thành viên bao gồm: Bono (hát chính, ghi-ta đệm), The Edge (ghi-ta, keyboard, hát đệm), Adam Clayton (ghi-ta bass) và Larry Mullen, Jr. (trống). U2 xây dựng cá tính âm nhạc dựa trên dòng nhạc post-punk với điểm tựa là chất giọng đầy truyền cảm, nội lực của ca sĩ Bono và phong cách chơi ghi-ta điện âm vang, tạo hiệu ứng của Edge. Nội dung các ca khúc đều tập trung vào chủ đề con người và chính trị xã hội, được tô điểm bởi các hình ảnh tâm linh. Các buổi trình diễn trực tiếp của U2 luôn được đánh giá rất cao bởi tính quy mô, công phu và mang đến nhiều thông điệp.
U2 được thành lập rất sớm, từ lúc các thành viên còn đang học cấp hai, trong bối cảnh kiến thức âm nhạc của họ còn nhiều giới hạn. Chỉ trong vòng 4 năm, U2 đã ký hợp đồng với Island Records và phát hành album đầu tay Boy (1980). Các sản phẩm tiếp theo như: album War (1983) đạt vị trí số 1 tại Anh; hay các đĩa đơn "Sunday Bloody Sunday" và "Pride (In the Name of Love)" đã định hình ban nhạc theo dòng chủ đề về xã hội. Đến giữa những năm 80, U2 trở nên nổi tiếng toàn cầu với màn biểu diễn trực tiếp tại đêm nhạc Live Aid năm 1985. Album thứ năm: The Joshua Tree (1987) biến U2 trở thành ban nhạc tầm cỡ siêu sao quốc tế, tạo nên những thành công rất lớn về cả mặt thương mại lẫn giới phê bình. Hai đĩa đơn "With or Without You" và "I Still Haven’t Found What I'm Looking For" trong album lần đầu tiên đứng đầu các bảng xếp hạng tại Mỹ.
U2 đã phát hành 14 album phòng thu và là một trong những ban nhạc bán đĩa chạy nhất thế giới, với khoảng 150–170 triệu đĩa trên toàn thế giới. Họ giành được 22 giải Grammy, nhiều hơn bất kỳ ban nhạc nào khác, và vào năm 2005, họ đã được bầu chọn vào Đại sảnh Danh vọng Rock and Roll ngay trong năm đầu tiên được đề cử. Rolling Stone xếp hạng U2 ở vị trí thứ 22 trong danh sách "100 nghệ sĩ vĩ đại nhất mọi thời đại". Trong suốt sự nghiệp của mình, với tư cách là một ban nhạc lẫn cá nhân từng thành viên, họ nỗ lực vận động cho các hoạt động nhân quyền và công bằng xã hội, bao gồm Tổ chức Ân xá Quốc tế, chương trình Jubilee 2000, các chiến dịch ONE / DATA, chiến dịch Product Red, Tổ chức War Child và chương trinh Music Rising.

## Lịch sử hoạt động

### Những năm đầu (1976–1980)
Mùa thu năm 1976, cậu bé 14 tuổi Larry Mullen, Jr. đăng một thông báo tìm các thành viên cho một ban nhạc mới tại ngôi trường trung học. Ngay trong ngày đầu tiên, Mullen đã tập hợp được 1 nhóm năm thành viên với cái tên "Feedback" với Mullen chơi trống, Adam Clayton chơi bass, Paul Hewson - giọng chính và Dave Evans (nick là "The Edge", sinh ngày 8/8/1961) chơi guitar. Anh trai của Dave cũng chơi guitar một thời gian, nhưng sớm rời Feedback và gia nhập một nhóm nhạc khác. Hầu hết các ca khúc ban đầu đều là các bản cover. Các nghệ sĩ punk rock mới nổi thời đó, chẳng hạn như Jam, the Clash, Buzzcocks và Sex Pistols có ảnh hưởng khá lớn đến Feedback.

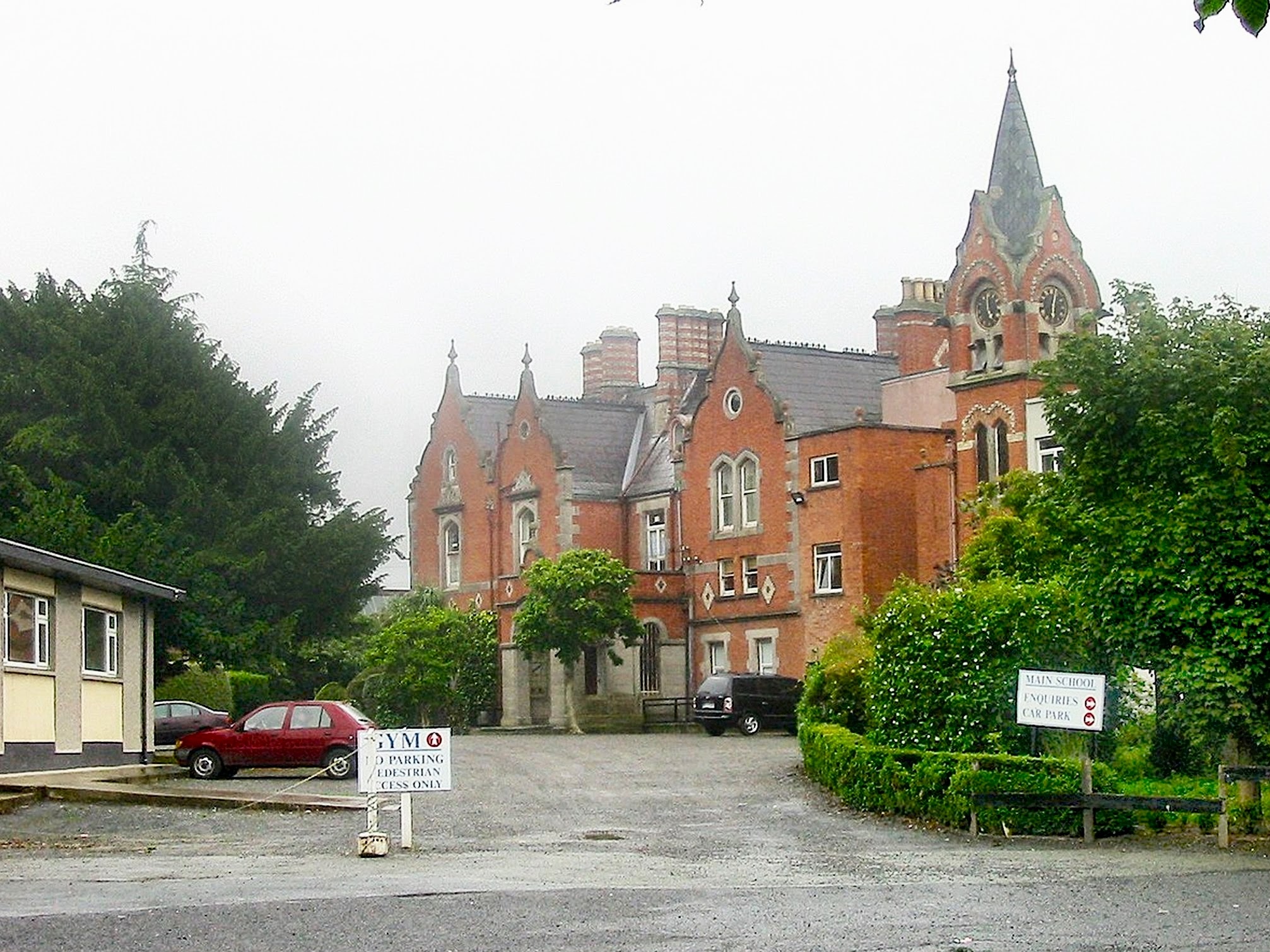
Ngôi trườnng Mount Temple Comprehensive, Dublin, nơi U2 được thành lập.

Feedback nhanh chóng đổi tên thành "The Hype" và thường xuyên tập luyện vào dịp cuối tuần cũng như sau khi tan học. Sau gần 18 tháng, ban nhạc đã tới với cuộc thi tài năng ở Limerick, Ireland, tháng 3 năm 1978. Bấy giờ, họ tự gọi mình là U2 và giành chiến thắng giải thưởng 500 bảng Anh, nhưng đặc biệt hơn là thuyết phục được Jackie Hayden của CBS Records chấp nhận thu âm đĩa demo đầu tiên.
Sau cuộc thi, ban nhạc đã mời được một doanh nhân ở Dublin tên là Paul McGuinness làm người quản lý cho mình. Trong thời gian rảnh rỗi, ban nhạc biểu diễn rất nhiều show ở xung quanh Dublin, cố gắng xây dựng lượng fan hâm mộ ở địa phương. Tháng 9 năm 1979, U2 trình làng single đầu tiên, gọi là U2:3 và lọt vào hạng top bảng xếp hạng quốc gia. Tháng 12 cùng năm, U2 tới London và thực hiện show diễn đầu tiên ngoài Ireland, nhưng không thể thu hút sự chú ý của công chúng và giới phê bình.

### BoyvàOctober(1980–1982)

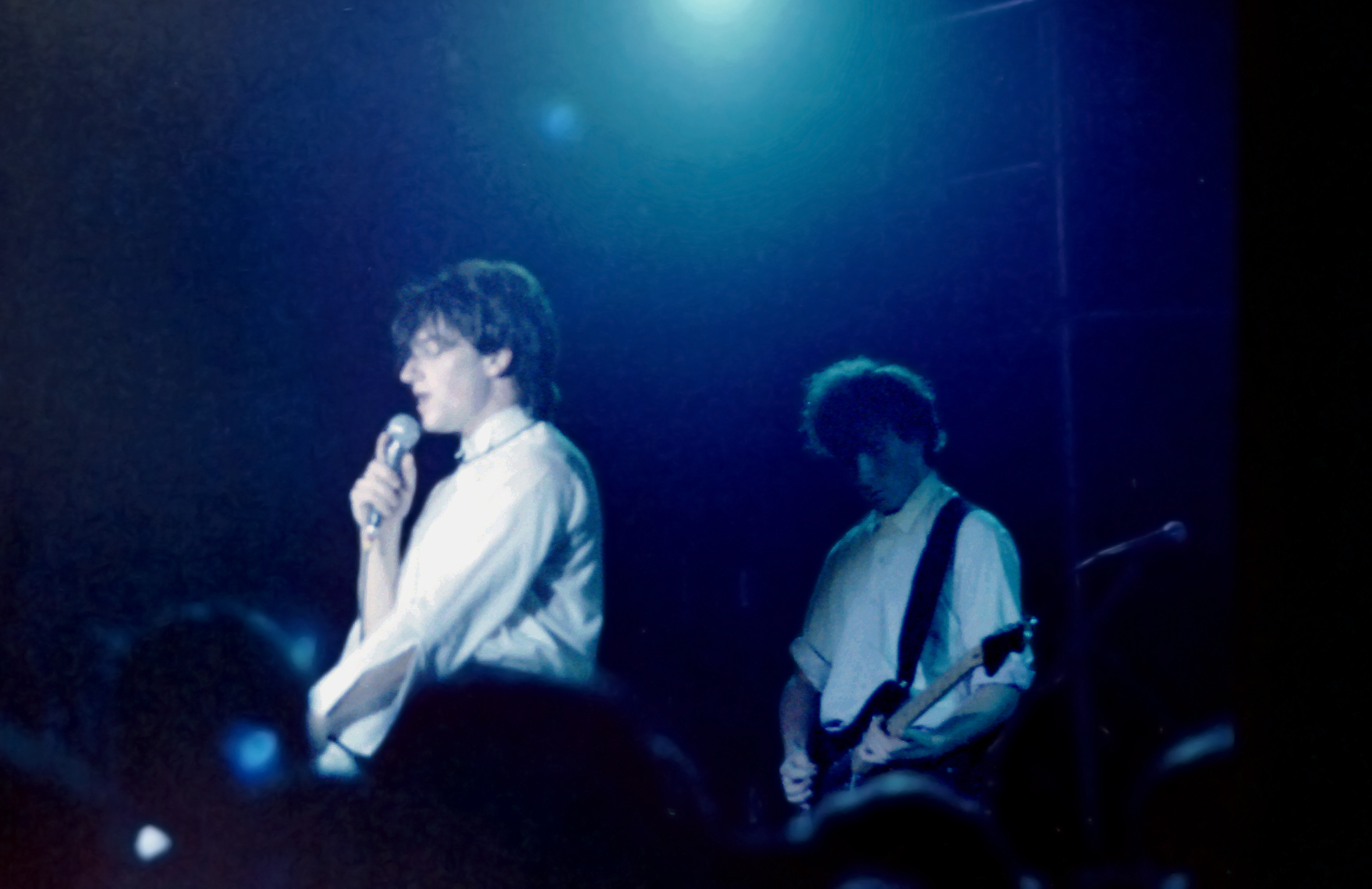
Bono và the Edge biểu diễn trong show Boy Tour tháng 5 năm 1981

Sau khi khá trưởng thành tại Ireland, với thành công ở đĩa đơn thứ hai, Island Records đã ký hợp đồng với U2 năm 1980. Album đầu tiên theo thoả thuận mang tên Boy, phát hành tháng 10. Âm thanh trong album mang rõ vẻ nguyên sơ, thuần khiết, bắt đầu tạo ấn tượng với báo chí ở cả Ireland và Anh quốc. Ca từ mà Bono sử dụng là chủ đề về niềm tin, tâm linh, sự sống chết - nghĩa là chủ đề khác xa các nhóm rock thường dùng. Tour diễn đầu tiên của U2 ngoài nước Anh đã giúp họ xây dựng được lượng fan mới ở châu Âu cũng như nước Mỹ, trong thời gian ngắn Boy lọt vào bảng xếp hạng album tại Mỹ.
Trong khi các nhóm nhạc điện tử và pop thống trị những năm đầu 80, U2 lại quyết định tìm riêng con đường đi của mình. Album thứ hai của họ, October (1981) lại ít nhiều mang dấu ấn của đạo Cơ đốc, điển hình là ca khúc "With a Shout" và "Gloria". Trong bốn thành viên của ban nhạc, chỉ có Adam Clayton không theo đạo Cơ đốc. Bono, The Edge, và Larry ra nhập một nhóm tôn giáo địa phương tại Dubin gọi là Shalom, giúp họ tìm ra được mối liên hệ giữa niềm tin tôn giáo và phong cách sống của rock and roll.

### War(1982–1983)
Năm 1983, khi ra mắt War, album thứ ba, mọi thứ đã thay đổi với U2. War được coi là bản nhạc ''gây hấn'' nhất của nhóm tính đến nay kể cả về ca từ lẫn âm nhạc. Lần đầu tiên, Bono đã đưa những ''vấn đề gai góc'' của bắc Ireland vào ca khúc như trong "Sunday, Bloody Sunday". War mang tính trữ tình nhiều hơn so với hai đĩa nhạc đầu tiên của họ, tập trung vào những tác động thể chất và tinh thần của chiến tranh. Trong bài "Sunday, Bloody Sunday", Bono viết ca từ đối chiếu các sự kiện của vụ xả súng 'Chủ nhật Đẫm máu" năm 1972 với câu chuyện Chủ nhật Phục sinh. Các bài hát khác đề cập đến vũ khí hạt nhân ("Seconds") hay Công đoàn Đoàn kết Ba Lan  ("New Year's Day"). Bìa album là hình một đứa trẻ cũng đã từng xuất hiện trên album đầu tay, chỉ khác là nét biểu hiện ngây thơ được thay thế bằng vẻ sợ hãi.
Single "New Year's Day" cũng là hit đầu tiên của U2 xếp thứ 10 tại Anh và lọt vào top 50 ở Mỹ. MTV đã giới thiệu video ca khúc và giúp U2 đến với những khán thính giả mới. Những tour lưu diễn quảng cáo cho War ở Mỹ và châu Âu rất đắt khách tại nhiều họ điểm dừng chân. Ban nhạc tiếp tục trình làng Under a Blood Red Sky, một album mini kèm video và lập tức được MTV cũng như nhiều kênh truyền hình khác phát sóng thường xuyên tại châu Âu. Thành công của War và Under a Blood Red Sky cho phép U2 kéo dài hợp đồng với Island Records, ban nhạc được quyền kiểm soát sáng tạo cũng như lợi thế tài chính hơn trong tương lai.

### The Unforgettable Firevà đêm Live Aid (1984–1985)
Chỉ khi dường như tìm thấy được công thức của sự thành công, U2 mới hoàn toàn quyết định đi theo con đường mới. Trong album studio thứ tư, họ chọn Brian Eno và Daniel Lanois làm nhà sản xuất. Năm 1984, The Unforgettable Fire - lấy cảm hứng từ tập tranh của những nạn nhân còn sống sót sau thảm hoạ bom nguyên tử Hiroshima và Nagasaki - đã giới thiệu U2 đến với cả thế giới. Cũng gây hấn như War, nhưng ban nhạc còn đưa vào đó các thông điệp chính trị và xã hội trong nhiều ca khúc như "Pride (In the Name of Love)", viết cho Martin Luther King Jr., và ''Bad", viết cho những người bạn của Bono đang vật lộn với ma tuý ở Dublin. Cả "Bad" và "Pride" đều đưa U2 lên vị trí cao của bảng xếp hạng, lọt vào top 5 ở Anh, top 50 ở Mỹ. Tour diễn quảng bá The Unforgettable Fire chứng kiến lần đầu tiên U2 rất thành công tại những sân khấu biểu diễn lớn ở Mỹ.
Tạp chí Rolling Stone coi U2 là ''Ban nhạc của thập niên 80'' với lời bình luận ''cùng với lượng người hâm mộ lớn mạnh không ngừng, U2 trở thành một ban nhạc hàng đầu, có thể thậm chí là ban nhạc số một duy nhất''.

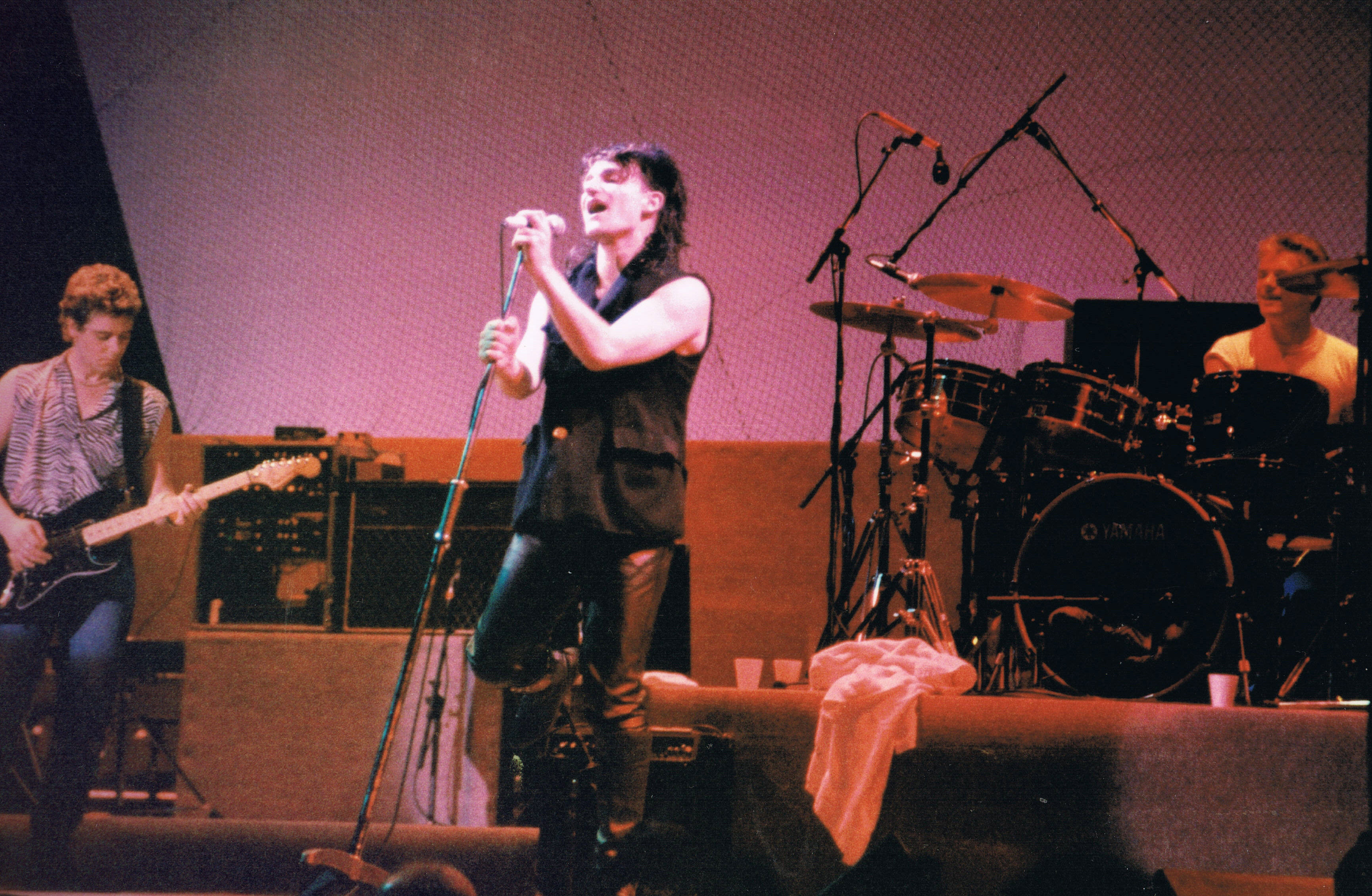
U2 biểu diễn tại Sydney tháng 9 -1984, chuyến lưu diễn Unforgettable Fire

Với gần bốn năm liên miên thu âm và lưu diễn, với những album, single tiêu thụ ngày một nhiều, U2 tạm ngưng hoạt động lúc đàn ở hàng ngũ siêu sao quốc tế vào giữa thập niên, chủ yếu biểu diễn trong các live show từ thiện. Chương trình Live Aid quyên góp tiền cho người dân bị đói Ethiopia tháng 7 năm 1985 đã có sự tham gia của họ, thu hút hơn một tỉ người xem. Với bản phóng tác của ''Bad'' kéo dài 13 phút, Bono đã làm cả sân vận động Wembley Stadium nhảy múa theo.

### Đỉnh cao vớiThe Joshua Tree
Thành công tiếp tục lên đến đỉnh cao vào năm 1987, khi ban nhạc trình làng album thứ năm, The Joshua Tree. Album giành ngôi quán quân tại Anh, và không lâu sau là ngôi quán quân ở Mỹ. Những ca khúc như "With or Without You" và "I Still Haven't Found What I'm Looking For" là các single đầu tiên của U2 giành ngôi quán quân tại Mỹ. Thậm chí, tạp chí TIME đã đưa hình U2 lên trang bìa, tuyên bố họ là ''ban nhạc hot nhất''. Tour diễn The Joshua Tree rất đắt khách trên phạm vi toàn cầu, U2 trở thành ban nhạc lớn nhất thế giới.
Trong Rattle and Hum, U2 diễn cùng với B.B. King tại phòng thu huyền thoại Sun Studios ở Memphis, nơi Elvis Presley đặt những bước chân đầu tiên để hoá thân thành ngôi sao rock and roll. Họ còn sáng tác với Bob Dylan, hát về tên tuổi blues vĩ đại Billie Holiday, và cover ca khúc của Beatles. Dưới con mắt của giới phê bình, U2 đã đạt những bước tiến quá xa.

### Hàng loạt các tour lưu diễn đến tận ngày nay
Sau thời gian tạm nghỉ ngơi, U2 lại làm xáo động Berlin cuối năm 1990 khi bắt tay vào album tiếp theo. Họ làm việc cùng bộ đôi Brian Eno và Daniel Lanois. Tháng 11/1991, Achtung Baby, trình làng. Album này là sự thử nghiệm mạo hiểm nhât của U2 khi đưa cả guitar điện, nghệ thuật biến giọng, feedback, và nhịp phách electronic dance vào chung làm một.

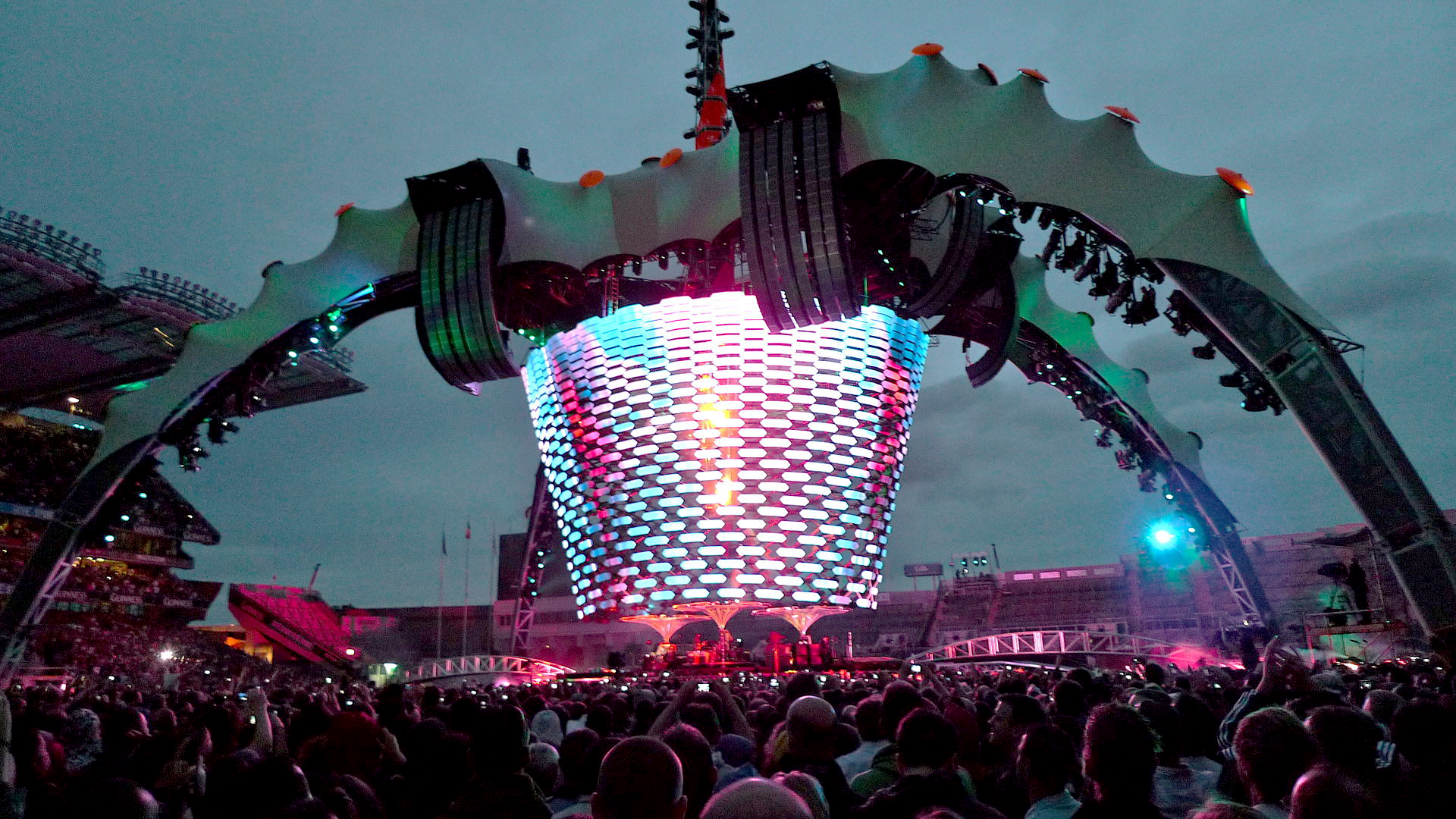
Cấu trúc sân khấu 360 ° Tour cao đến 164 feet, là công trình biểu diễn lớn nhất từng được xây dựng. Chuyến lưu diễn này có doanh thu cao nhất trong lịch sử, thu về 736 triệu đô la Mỹ.

Đầu năm 1992, U2 bắt đầu tour lưu diễn ở Mỹ đầu tiên sau hơn bốn năm. Gần hai năm sau tour Zoo TV, U2 trở lại phòng thu và kết quả là Zooropa, album studio thứ bảy ra đời tháng 7/1993, ban nhạc cũng tham gia làm dự án nhạc phim trong Batman Forever và Mission: Impossible. Năm 1995, U2 tung ra hợp tuyển Original Soundtracks 1. nhưng không mấy thành công.
Cuối cùng thì album Pop đã mang đến cho U2 đỉnh cao mới. Thu âm giành ngôi quán quân ở 28 quốc gia, mang về cho nhóm những lời tán dương bậc nhất của giới phê bình trong suốt sự nghiệp của họ.
Trong khi đó, U2 lại ghi điểm trên đường lưu diễn với tour PopMart tháng 4/1997. PopMart được xếp thứ hai trong danh sách các tour lợi nhuận cao nhất (80 triệu USD). Kết thúc vào tháng 3/1998, U2 đã thực hiện tour này ở khắp các lục địa trên trái đất, thu hút hơn 2 triệu người tham dự.
Họ về phòng thu đầu năm 1999 và hợp tác lại với Brian Eno cũng như Daniel Lanois. Giữa mùa thu âm, Bono còn tận dụng tối đa khoảng trống để quyên góp tiền ủng hộ người nghèo ở các nước Thế giới thứ ba, và nạn nhân HIV/AIDS tại châu Phi. Riêng năm 1999, Bono xuất hiện tại Hội nghị Thượng đỉnh G8 (Đức), tại nhà của Giáo hoàng John Paul II, tại buổi diễn NetAid, tại Millennium Gala (Mỹ)...
Album All That You Can't Leave Behind, trình làng cuối tháng 10 năm 2000 và xếp hạng nhất ở 22 quốc gia khác nhau, chưa kể hit single, "Beautiful Day", với ba giải thưởng Grammy. U2 sau đó thực hiện nhiều live show, trong nỗ lực quảng cáo album và thu hút các fan hâm mộ sau một thời gian yên ắng. Đầu 2002, nhóm nhạc trở lại sân khấu với ba ca khúc biểu diễn tại show giải trí Super Bowl XXXVI, và về Mỹ tham gia lễ trao giải Grammy, nơi album All That You Can't Leave Behind ẵm tới bốn giải thưởng. U2 là một trong số ít nhóm giữ được danh hiệu Ban nhạc lớn nhất thế giới.
Chuyến lưu diễn kỷ niệm buổi hòa nhạc kỷ niệm Joshua Tree của U2 đã đến thăm Châu Đại Dương và Châu Á vào năm 2019, trong số đó có các buổi biểu diễn đầu tiên của họ tại Hàn Quốc, Singapore, Ấn Độ và Philippines . Ban nhạc đã phát hành một đĩa đơn mới, "Ahimsa", với nhạc sĩ Ấn Độ A.R. Rahman  để quảng bá cho buổi hòa nhạc tháng 12 của họ tại Ấn Độ. Các buổi biểu diễn năm 2019 của nhóm đã thu về 73,8 triệu đô la và bán được 567.000 vé, nâng tổng số tiền tích lũy cho các chuyến lưu diễn kỷ niệm Joshua Tree của họ lên 390,8 triệu đô la và 3,3 triệu vé bán ra.

## Danh sách đĩa nhạc
| Album phòng thu - Boy (1980) - October (1981) - War (1983) - The Unforgettable Fire (1984) - The Joshua Tree (1987) - Rattle and Hum (1988) - Achtung Baby (1991) - Zooropa (1993) - Pop (1997) - All That You Can't Leave Behind (2000) - How to Dismantle an Atomic Bomb (2004) - No Line on the Horizon (2009) - Songs of Innocence (2014) - Songs of Experience (2017) | Album sưu tập và album trực tiếp - Under a Blood Red Sky (1983) - The Best of 1980–1990 (1998) - The Best of 1990–2000 (2002) - U218 Singles (2006) - Songs of Innocence (2014) - Songs of Experience (2014) - Songs of Surrender (2014) |

## Dấu ấn và thành tựu

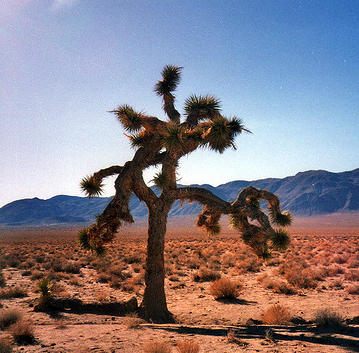
Hình ảnh cảm hứng cho bìa album Joshua Tree

Ước tính U2 đã bán được 150 đến 170 triệu đĩa trên toàn thế giới, đưa họ vào danh sách những nghệ sĩ âm nhạc bán đĩa chạy nhất trong lịch sử. Album phòng thu thứ năm của nhóm, The Joshua Tree là một trong những album bán chạy nhất ở Mỹ (10 triệu bản) và trên toàn thế giới (25 triệu bản). U2 có 8 album đạt vị trí số một tại Mỹ. Tại Vương quốc Anh, nhóm đã có 7 đĩa đơn ở vị trí quán quân. Tại quê hương Ireland, U2 giữ kỷ lục về đĩa đơn với 19 lần đứng nhất.
Theo Billboard Boxscore, ban nhạc đã thu về 1,67 tỷ đô la Mỹ tiền bán vé từ năm 1990 đến năm 2016, chỉ đứng sau Rolling Stones. U2 là ban nhạc duy nhất nằm trong top 25 chương trình lưu diễn từ năm 2000 đến năm 2009 bán hết vé mỗi chương trình họ biểu diễn. Theo Pollstar, ban nhạc đã thu về 1,038 tỷ đô la và bán được 9.300.500 vé từ 255 buổi diễn từ năm 2010 đến tháng 11 năm 2019, đạt danh hiệu nghệ sĩ lưu diễn của thập niên 2010; U2 là cũng là (nhóm) nghệ sĩ duy nhất đạt doanh thu 1 tỷ đô la trong khoảng thời gian đó. Forbes ước tính nhóm kiếm được 78 triệu đô la Mỹ từ tháng 5 năm 2011 đến tháng 5 năm 2012. Danh sách Người giàu Ireland năm 2020 của Sunday Times ước tính khối tài sản của nhóm là 670 triệu euro.
Rolling Stone xếp U2 ở vị trí thứ 22 trong danh sách "100 nghệ sĩ vĩ đại nhất mọi thời đại" , trong khi xếp Bono là ca sĩ vĩ đại thứ 32 , The Edge là nghệ sĩ guitar vĩ đại thứ 38 , và Mullen là Tay trống vĩ đại thứ 96 . Tạp chí xếp Bono and the Edge ở vị trí thứ 35 trong danh sách "100 nhạc sĩ vĩ đại nhất mọi thời đại". VH1 xếp U2 ở vị trí thứ 19 trong danh sách "100 nghệ sĩ vĩ đại nhất mọi thời đại" năm 2010 . Năm 2010, 8 bài hát của U2 xuất hiện trong danh sách cập nhật "500 bài hát hay nhất mọi thời đại" của Rolling Stone, với "One" xếp hạng cao nhất ở vị trí 36 . Năm trong số mười hai album phòng thu của nhóm đã được xếp hạng trong danh sách "500 Album hay nhất mọi thời đại" của tạp chí năm 2012 — Joshua Tree xếp vị trí cao nhất với vị trí 27.